# ماوريسيو سابيلون
ماوريسيو ألبرتو سابيلون بينيا (بالإسبانية: Mauricio Sabillón)‏ (مواليد 11 نوفمبر 1978 في كويميستان) لاعب كرة قدم هندوراسي يلعب حاليا لصالح نادي زهي جيانغ الصيني .

## روابط خارجية
- ماوريسيو سابيلون على موقع الاتحاد الدولي (مؤرشف)  (الإنجليزية)
- ماوريسيو سابيلون على موقع قاعدة بيانات كرة القدم.إي يو (الإنجليزية)
- ماوريسيو سابيلون على موقع ناشيونال فوتبول تيمز (الإنجليزية)
- ماوريسيو سابيلون على موقع Soccerway.com (الإنجليزية)
- ماوريسيو سابيلون على موقع عالم كرة القدم.نت (الإنجليزية)